# Збройні сили Таджикистану

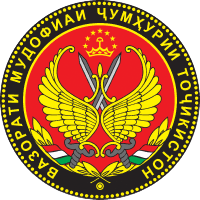
Герб Міністерства оборони

Збройні сили Таджикистану складаються з Національної армії, Мобільних сили, Повітряних сил, Президентської Національної гвардії, прикордонних та внутрішніх військ. Також у країні розміщена значна кількість російських сил, в основному 201-а Мотострілецька дивізія.